# Courthouse Place
Courthouse Place, también conocido como el edificio del tribunal penal del condado de Cook, es un edificio de estilo románico Richardsonian en Chicago, la ciudad más poblada del estado de Illinois (Estados Unidos). Está ubicado en 54 West Hubbard Street en el Near North Side de Chicago. Ahora un edificio de oficinas, originalmente sirvió como un palacio de justicia conocido. 

## Historia y arquitectura
Diseñado por el arquitecto Otto H. Matz y completado en 1893, reemplazó y reutilizó material del anterior juzgado penal de 1874 en este sitio (la ubicación del juicio y los ahorcamientos relacionados con el caso Haymarket ). El complejo incluía, además de los sucesivos juzgados, la cárcel del condado de Cook y una horca colgante para los presos condenados a muerte. En la década de 1920, la cárcel adjunta, que estaba detrás del juzgado y ya no existe, tenía capacidad para 1200 reclusos, pero a veces albergaba el doble y las salas del tribunal estaban abarrotadas de casos.
Durante sus primeros 35 años, el edificio actual de Courthouse Place albergó los tribunales penales del condado de Cook y fue el sitio de muchos juicios legendarios, incluido el caso de asesinato de Leopold y Loeb, el escándalo de los Black Sox y los juicios de la era del jazz que formaron la base de la obra de teatro y musical Chicago. Los periodistas Ben Hecht y Charles MacArthur basaron gran parte de su obra de teatro de 1928, The Front Page , en los acontecimientos diarios de este edificio. Otros autores del renacimiento literario de Chicago de la década de 1920 que trabajaron en la sala de prensa del cuarto piso incluyen a Carl Sandburg, Sherwood Anderson y Vincent Starrett. El edificio fue incluido en el Registro Nacional de Lugares Históricos el 13 de noviembre de 1984 y designado Monumento de Chicago el 9 de junio de 1993.
En 1929, los tribunales penales abandonaron la ubicación de 54 West Hubbard Street al igual que la cárcel del condado de Cook, y el edificio fue ocupado por la Junta de Salud de Chicago y otras agencias de la ciudad. Después de modificaciones deficientes y años de abandono, el edificio fue adquirido por un desarrollador privado, Friedman Properties, Ltd en 1985. La propiedad fue restaurada y remodelada como "Courthouse Place", un desarrollo de oficinas que luego se amplió para incluir la restauración de otros edificios históricos circundantes.